# سوپر جام آسیا ۲۰۰۰
سوپر جام آسیا ۲۰۰۰ ششمین دورهٔ سوپر جام آسیا که بین قهرمان جام باشگاه‌های آسیا ۲۰۰۰–۱۹۹۹ و قهرمان جام برندگان جام آسیا ۲۰۰۰–۱۹۹۹ انجام شد و این مسابقات توسط کنفدراسیون فوتبال آسیا برگزار شد.
تیم الهلال نماینده عربستان سعودی برای دومین بار قهرمان این دوره از رقابت‌ها شد و همچنین به مسابقات جام باشگاه‌های جهان ۲۰۰۱ راه پیدا کرد.

## سوپر جام

### الهلال
| حریفان        | مرحله             | نتیجه۱     | گلزنان الهلال                              |
| ------------- | ----------------- | ---------- | ------------------------------------------ |
| السد          | مرحله دوم انتخابی | ۳–۱        | جاسم الهویدی ۱۶'، ۱۵'، ۲۲'                 |
| ایرتیش        | مرحله گروهی       | ۲–۰        | روسلان گومار ۴۰'(گ.ب. خ), جاسم الهویدی ۵۰' |
| الشرطه        | مرحله گروهی       | ۱–۰        | الدوساری ۶۷'                               |
| پیروزی        | مرحله گروهی       | ۰–۰        |                                            |
| سوون سامسونگ  | نیمه نهایی        | ۱–۰        | سرجیو ریکاردو مسیاس نیویس ۱۱'              |
| جوبیلو ایواتا | فینال             | ۳–۲ (و. ا) | سرجیو ریکاردو مسیاس نیویس ۳' ۸۹' ۱۰۲'      |

۱ گلهای الهلال ابتدا محاسبه شده است.

### شیمیزو اس پالس
| حریفان             | مرحله          | نتیجه۱            | گلزنان شیمیزو اس پالس |
| ------------------ | -------------- | ----------------- | --------------------- |
| شانگهای شنهوآ      | مرحله دوم      | ۲–۰               | ?                     |
| آنیانگ ال جی چیتاس | یک چهارم نهایی | ۵–۲               | ?                     |
| بانک بانکوک        | نیمه نهایی     | ۰–۰ (و. ا، ۴ پ ۲) |                       |
| الزورا             | فینال          | ۱–۰               | شوهی ایکدا ۷۴'        |

۱ گلهای شیمیزو اس پالس ابتدا محاسبه شده است.

## نتایج بازی
| تیم ۱          | نتیجه نهایی | تیم ۲  | بازی رفت | بازی برگشت |
| -------------- | ----------- | ------ | -------- | ---------- |
| شیمیزو اس-پالس | ۲–۳         | الهلال | ۱–۲      | ۱–۱        |

### بازی اول
| شیمیزو اس-پالس                    | ۱–۲     | الهلال                         |
| --------------------------------- | ------- | ------------------------------ |
| کارلوس آلبرتو سوزا دوس سانتوس ۴۸' | (گزارش) | ریکاردو پرز تامایو ۳۵' (پ) ۴۴' |

### بازی دوم
| الهلال          | ۱–۱     | شیمیزو اس-پالس      |
| --------------- | ------- | ------------------- |
| عمر الغامدی ۷۰' | (گزارش) | دایسوکه یچیکاوا ۲۹' |

## قهرمان
| قهرمان سوپر جام آسیا ۲۰۰۰ |
| ------------------------- |
| الهلال                    |
| دومین قهرمانی             |